# 阿纳斯·扎鲁里
阿纳斯·扎鲁里 （阿拉伯语：أنس الزروري，羅馬化：Anass Zaroury，2000年11月07日—），摩洛哥足球運動員，司職翼鋒。現效力於希臘足球超級聯賽球隊彭拿典奈高斯 (朗斯外借)，摩洛哥國家足球隊成員。

## 榮譽
般尼
- 英冠冠軍 : 2022-23[2]

摩洛哥國家足球隊
- 世界盃殿軍 : 2022

## 外部連結
- Soccerway資料庫：阿纳斯·扎鲁里